# Golden Hour (album)
Ne pas confondre avec l'album de Kygo, Golden Hour
Pour les articles homonymes, voir Heure dorée.
Albums de Kacey Musgraves
A Very Kacey Christmas (en)
(2016)
Singles
1. Butterflies
Sortie : 23 février 2018
2. Space Cowboy
Sortie : 23 février 2018
3. High Horse
Sortie : 25 juin 2018
4. Slow Burn
Sortie : 18 octobre 2018
5. Rainbow (en)
Sortie : 11 février 2019
6. Oh, What A World
Sortie : 9 mai 2019

Golden Hour est le quatrième album studio de la chanteuse de country américaine Kacey Musgraves, publié le 30 mars 2018 sous le label MCA Nashville.
Lors de la 61e cérémonie des Grammy Awards, il remporte les prix de l'album de l'année et du meilleur album country.

## Composition

### Style musical
Kacey Musgraves utilise les termes de « space country » et « galactic country » pour décrire le style musical de l'album Golden Hours. Dans une interview accordée au magazine Rolling Stone, elle affirme s'être inspirée du travail de Sade, Imogen Heap et des Bee Gees pour ce quatrième album.

### Pochette et artwork
La pochette de Golden Hour est photographiée par Kelly Christine Sutton, la sœur de Kacey Musgraves, dans la ville de Golden (en).

## Promotion

### Singles
Les deux premiers singles envoyés aux radios spécialisées dans la diffusion de la musique country sont Space Cowboy et Butterflies. Ce dernier se classe à la cinquante-sixième position du top Hot Country Songs. Space Cowboy est la cinquième meilleure chanson de style country de l'année 2018 d'après un classement du magazine Rolling Stone.
High Horse est le troisième single extrait de l'album. Le clip vidéo, qui est dirigé par Hannah Lux Davis (en), est cité dans le classement des dix meilleurs clips vidéo country de l'année 2018 du magazine Rolling Stone.
Le 10 février 2019, le clip vidéo de Rainbow est publié sur la chaîne YouTube de la chanteuse. Kacey Musgraves interprète cette chanson durant la 61e cérémonie des Grammy Awards.
Le sixième single extrait de l'album est Oh, What A World. Le clip vidéo voit la chanteuse est transformée en centaure grâce à des effets spéciaux numériques. Il est décrit comme « hypnotique » et « coloré ».

### Tournées
En mars 2018, Kacey Musgraves fête la sortie de l'album Golden Hour en le présentant en avant-première lors d'une soirée organisée dans un planétarium de Nashville.
Elle assure la première partie de plusieurs dates de la tournée The Breakers Tour (en) du groupe de country Little Big Town, de février à mai 2018. En juin et juillet, c'est le chanteur britannique Harry Styles qu'elle accompagne lors de sa tournée Harry Styles: Live On Tour.
Elle fait la promotion de cet album avec sa propre tournée qu'elle nomme Oh What a World Tour. Elle commence à l'automne 2018 en Europe avant de se poursuivre l'année suivante en Amérique du Nord avec Natalie Prass (en), Soccer Mommy, Liza Anne (en) et Sinclair en première partie,. D'après le magazine Rolling Stone, la chanteuse se produit principalement dans des salles prestigieuses, dont le Beacon Theatre à Broadway.
Elle est également à l'affiche de plusieurs festivals, dont l'édition 2018 du C2C: Country to Country (en) où elle est l'une des têtes d'affiche, l'édition 2018 du Global Citizen Festival (en) à Johannesbourg et l'édition 2019 du Coachella Festival.

## Accueil critique

### Classements de fin d'année
Plusieurs magazines et sites web ont inclus Golden Hour de Kacey Musgraves dans leurs classements des meilleurs albums de l'année 2018.
Il occupe la première place des classements de American Songwriter, Entertainment Weekly, People, Sputnikmusic, Stereogum et The Village Voice. Il est deuxième dans les classements d'Associated Press, Pitchfork, PopMatters, Rolling Stone,, Uproxx et Vice. Il est également présent dans les top dix de Billboard, Consequence of Sound, The Guardian, Idolator (en), The Independent, NPR Music (en), Time et Vulture.

## Accueil commercial
La semaine de sa sortie, Golden Hour entre dans le Billboard 200 à la quatrième position avec 49 000 copies vendues, ce qui est le meilleur démarrage de l'année pour un album de musique country. Sur iTunes, après la 61e cérémonie des Grammy Awards, il atteint la première place du top albums et le single Rainbow atteint la cinquième place du top singles.

## Liste des pistes
| 1.    | Slow Burn            | - Ian Fitchuk - Daniel Tashian (en) - Kacey Musgraves                          | 4:06 |
| 2.    | Lonely Weekend       | - Ian Fitchuk - Daniel Tashian - Kacey Musgraves                               | 3:46 |
| 3.    | Butterflies          | - Luke Laird (en) - Natalie Hemby (en) - Kacey Musgraves                       | 3:39 |
| 4.    | Oh, What a World     | - Ian Fitchuk - Daniel Tashian - Kacey Musgraves                               | 4:01 |
| 5.    | Mother               | - Ian Fitchuk - Daniel Tashian - Kacey Musgraves                               | 1:18 |
| 6.    | Love Is a Wild Thing | - Ian Fitchuk - Daniel Tashian - Kacey Musgraves                               | 4:16 |
| 7.    | Space Cowboy         | - Shane McAnally (en) - Luke Laird - Kacey Musgraves                           | 3:36 |
| 8.    | Happy & Sad          | - Ian Fitchuk - Daniel Tashian - Kacey Musgraves                               | 4:03 |
| 9.    | Velvet Elvis         | - Luke Dick - Natalie Hemby - Kacey Musgraves                                  | 2:34 |
| 10.   | Wonder Woman         | - Jesse Frasure (en) - Hillary Lindsey (en) - Amy Wadge (en) - Kacey Musgraves | 4:00 |
| 11.   | High Horse           | - Tommy English - Trent Dabbs (en) - Kacey Musgraves                           | 3:33 |
| 12.   | Golden Hour          | - Ian Fitchuk - Daniel Tashian - Kacey Musgraves                               | 3:18 |
| 13.   | Rainbow (en)         | - Natalie Hemby - Shane McAnally - Kacey Musgraves                             | 3:34 |
| 45:44 |                      |                                                                                |      |

## Classements
| Classement (2018)             | Meilleure position |
| ----------------------------- | ------------------ |
| Australie (ARIA)              | 25                 |
| Belgique (Flandre Ultratop)   | 111                |
| Canada (Canadian Albums)      | 11                 |
| Écosse (OCC)                  | 3                  |
| États-Unis (Billboard 200)    | 4                  |
| Norvège (VG-lista)            | 15                 |
| Nouvelle-Zélande (RIANZ)      | 2                  |
| Pays-Bas (Mega Album Top 100) | 105                |
| Royaume-Uni (UK Albums Chart) | 6                  |
| Suisse (Schweizer Hitparade)  | 43                 |

## Certifications
| Pays        | Certification | Ventes     |
| ----------- | ------------- | ---------- |
| Canada      | Platine       | 80 000‡    |
| États-Unis  | Platine       | 1 000 000‡ |
| Royaume-Uni | Argent        | 60 000‡    |

## Distinctions
| Année | Organisation                     | Récompense             | Résultat | Réf.   |
| ----- | -------------------------------- | ---------------------- | -------- | ------ |
| 2018  | Country Music Association Awards | Album de l'année       | Lauréat  | [ 59 ] |
| 2018  | Apple Music                      | Album de l'année       | Lauréat  | [ 60 ] |
| 2019  | Grammy Awards                    | Album de l'année       | Lauréat  | [ 61 ] |
| 2019  | Grammy Awards                    | Meilleur album country | Lauréat  | [ 61 ] |
| 2019  | Academy of Country Music Awards  | Album de l'année       | Lauréat  | [ 62 ] |

### Note
1. ↑  Le même magazine classe également l'album en première position de leur top 40 des meilleurs albums de country de l'année 2018[34].